# Plonsters
Die Plonsters sind Knetfiguren, die von 1975 bis 1987 vom Anima Studio für Film & Grafik GmbH in Hamburg und Bettina Matthaei für Egmont Imagination produziert wurden. Sie  wurden vor allem in der Sesamstraße gezeigt und sind als Video-on-Demand-Angebot auf dem Kinderportal Mobichi zu sehen.
Die Serie (Regie: Alexander Zapletal) enthält zwei Staffeln mit jeweils 52 Folgen à 2–3 Minuten. Sie wurde in mehr als 30 Ländern durch das Fernsehen ausgestrahlt und in Deutschland, Australien, Russland, Polen, Tschechien und in der Schweiz auf DVD herausgebracht.
Die drei Charaktere Plummy (orange), Plops (blau) und Plif (grün) bestehen lediglich aus Kopf und meist vier Extremitäten mit (zunächst) schwarzem Haupthaar. Plif wird erst mit der 41. Folge eingeführt, ab welcher die Figuren kahl sind. Sie können jedes Objekt einschließlich sich selbst spontan in beliebige Lebewesen oder Gegenstände verwandeln, wobei Plif und Plops als Antagonisten zu Plummy agieren, zu jedem Ende aber Einigkeit herstellen. Ihre Sprache wird nur punktuell aus dem Zusammenhang heraus verständlich.